# Луначарське (Покровський район)
Луначарське — колишнє село в Україні, Покровському районі Дніпропетровської області. Зняте з обліку 18 квітня 1995 року.
Знаходилося в балці Злодійка, за півтора кілометри від села Малинівка.